# Дилижан
Дилижа́н или Дилиджа́н (арм. Դիլիջան) — город на северо-востоке Армении, в Тавушской области. Горноклиматический и бальнеологический курорт. Расположен на реке Агстев (правый приток Куры).

## География
Дилижан расположен на северо-востоке Армянского нагорья, к северу от хребта Арегуни и к востоку от Памбакского хребта.
Дилижан почти со всех сторон окружен территорией Дилижанского заповедника — одного из богатейших на Южном Кавказе. Самому городу присвоен статус национального парка.
Дилижан является местом пересечения дорог, соединяющих города Тавушской, Лорийской и Гегаркуникской областей. Дорога через живописный Дилижанский перевал соединяет город с расположенным к югу озером Севан, к востоку находится столица области — город Иджеван, а к западу — Ванадзор. Город находится в 100 км на северо-восток от Еревана.
В 1986 году в городе появилось железнодорожное сообщение (отрезок Дилижан — Раздан — Ереван составляет 144 км).

## Этимология
Происхождение названия доподлинно неизвестно. Народные версии связывают название с жителем по имени Дили, который заблудился в лесу и был съеден волками, а его родственники в поисках его выкрикивали имя «Дили джан».

## История
Археологические исследования, которые проводились в 1870-x годах, показали, что человек начал жить здесь со времён позднего бронзового и раннего железного веков (конец II — начало I тысячелетия до н. э.). Обнаружены курганы в районах лагеря Редкина, Хртнаноца и Папанино. Большая часть обнаруженных материалов находится в музеях Москвы, Санкт-Петербурга, Тбилиси, Баку, другая часть — в Дилижанском геологическом музее.
Дилижан находится на месте армянского поселения Хин Ховк (в переводе с армянского — старый Ховк).
Сегодняшняя территория Дилижана входила в состав провинции Варажнуник Айраратского ашхара Великой Армении. В IV веке, когда Армения была разделена между Византией и Персией, эти земли (старый Ховк) входили в состав провинции Дзорапор Гугаркской области и являлись местом отдыха царей и королевской охоты.
В связи с историческими событиями наименования и границы города несколько раз изменялись. В VIII веке эти земли вошли в состав провинции Кайена. С XV века до присоединения Восточной Армении к России эти земли входили в состав Гянджинского ханства. Впоследствии они вошли в состав Елизаветпольской губернии. Как поселение Дилижан впервые упоминается в 1826 году. Город и его окрестности богаты историческими и архитектурными памятниками (I тысячелетие до н. э. — XII—XIII века до н. э.). В пригороде находится исторический лагерь Редкин а также раскопки Головино и Хртаноц.
1 октября 1938 года Дилижан получил статус посёлка городского типа

5 июля 1958 года Дилижан получил статус города республиканского подчинения.

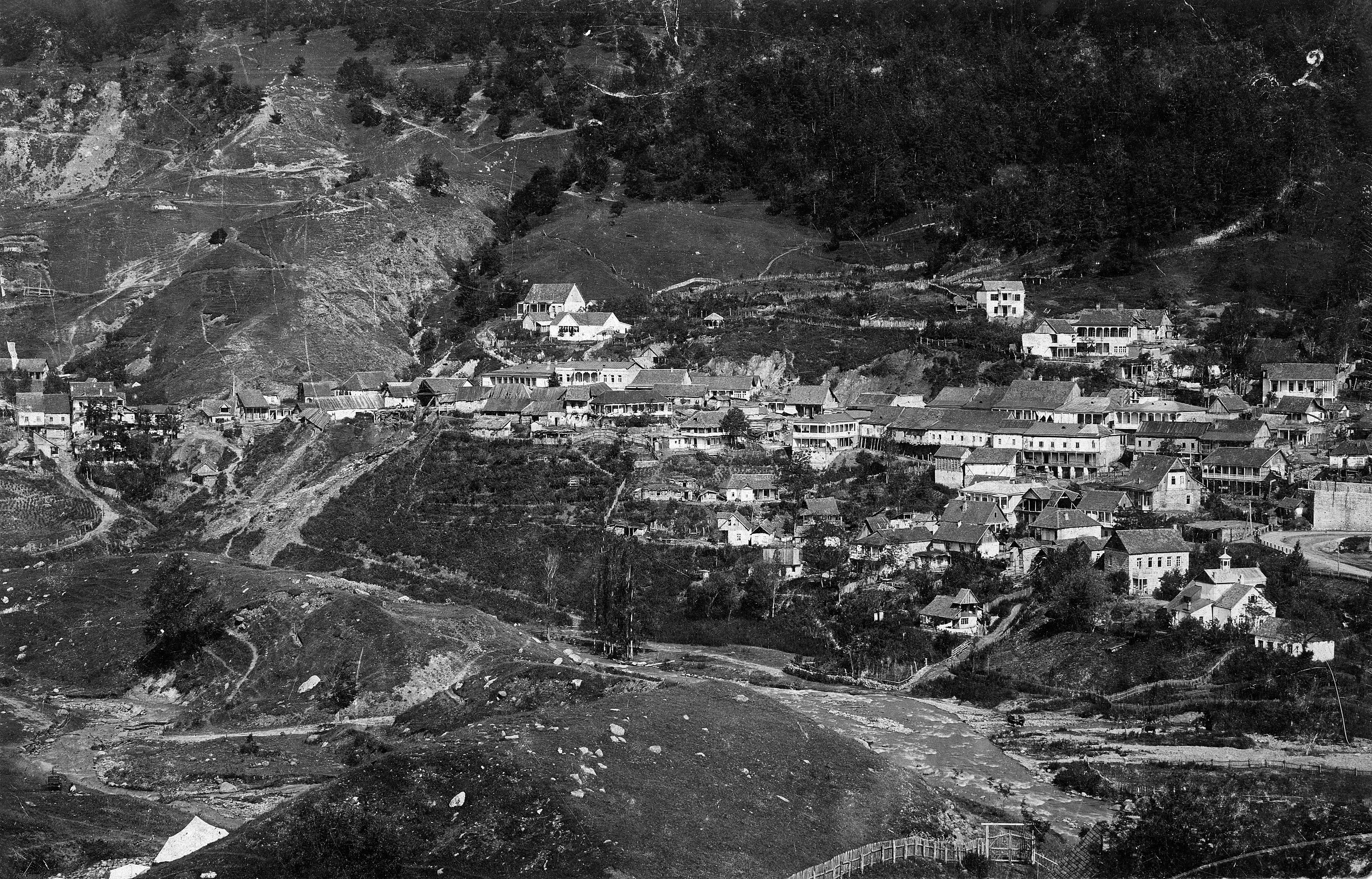
Панорама села, 1905 год
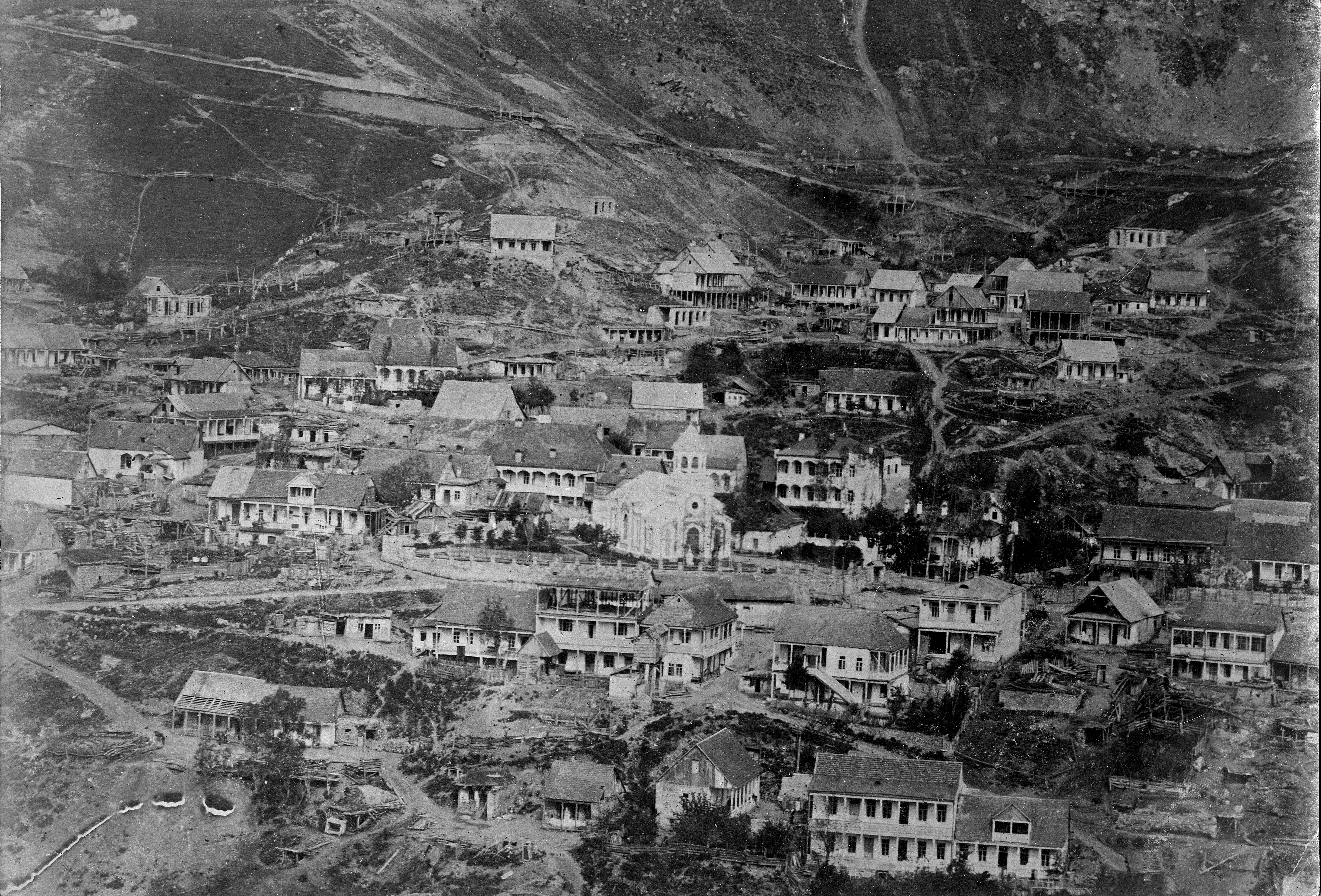
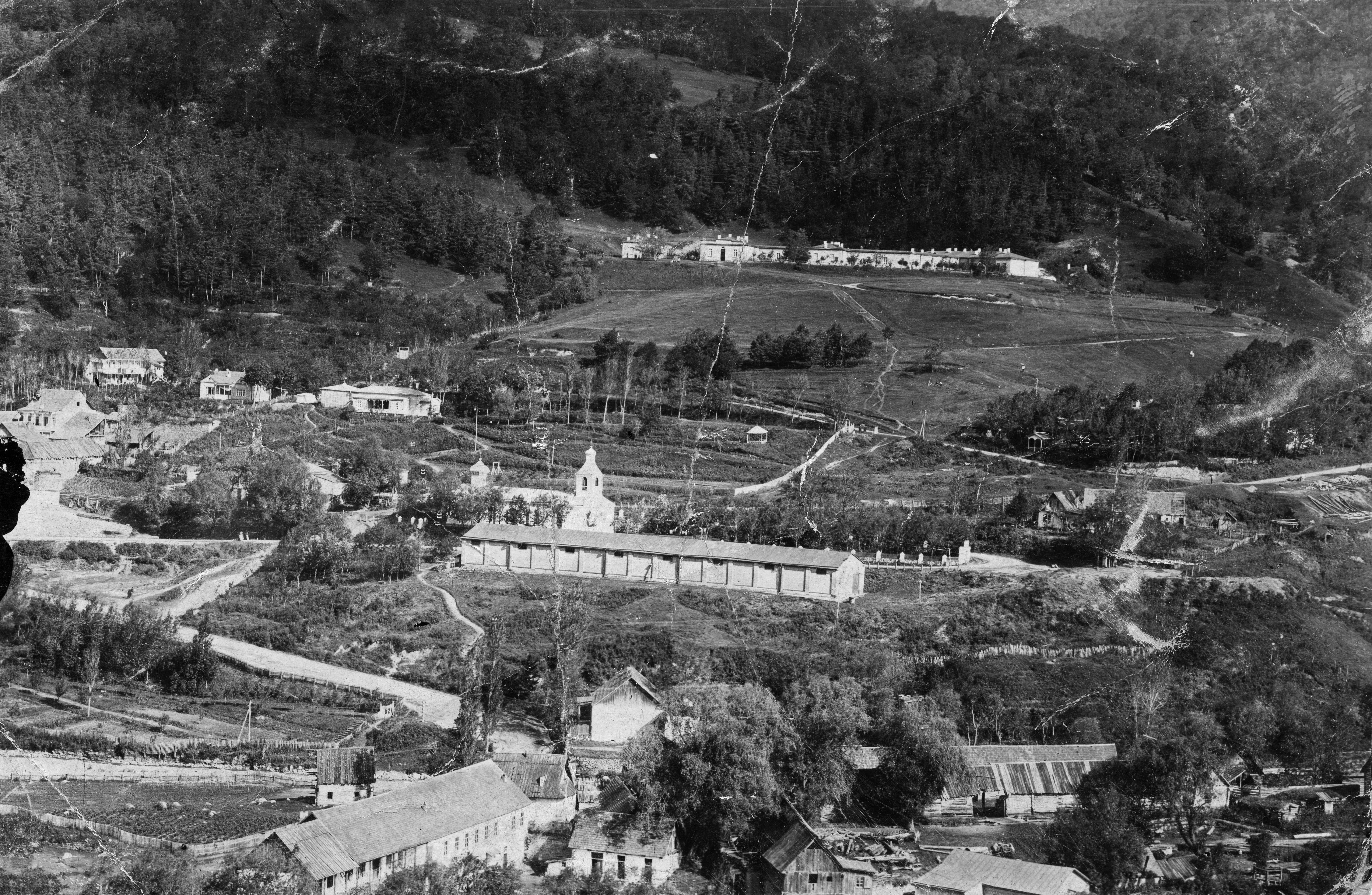
Фотографии 1910 года
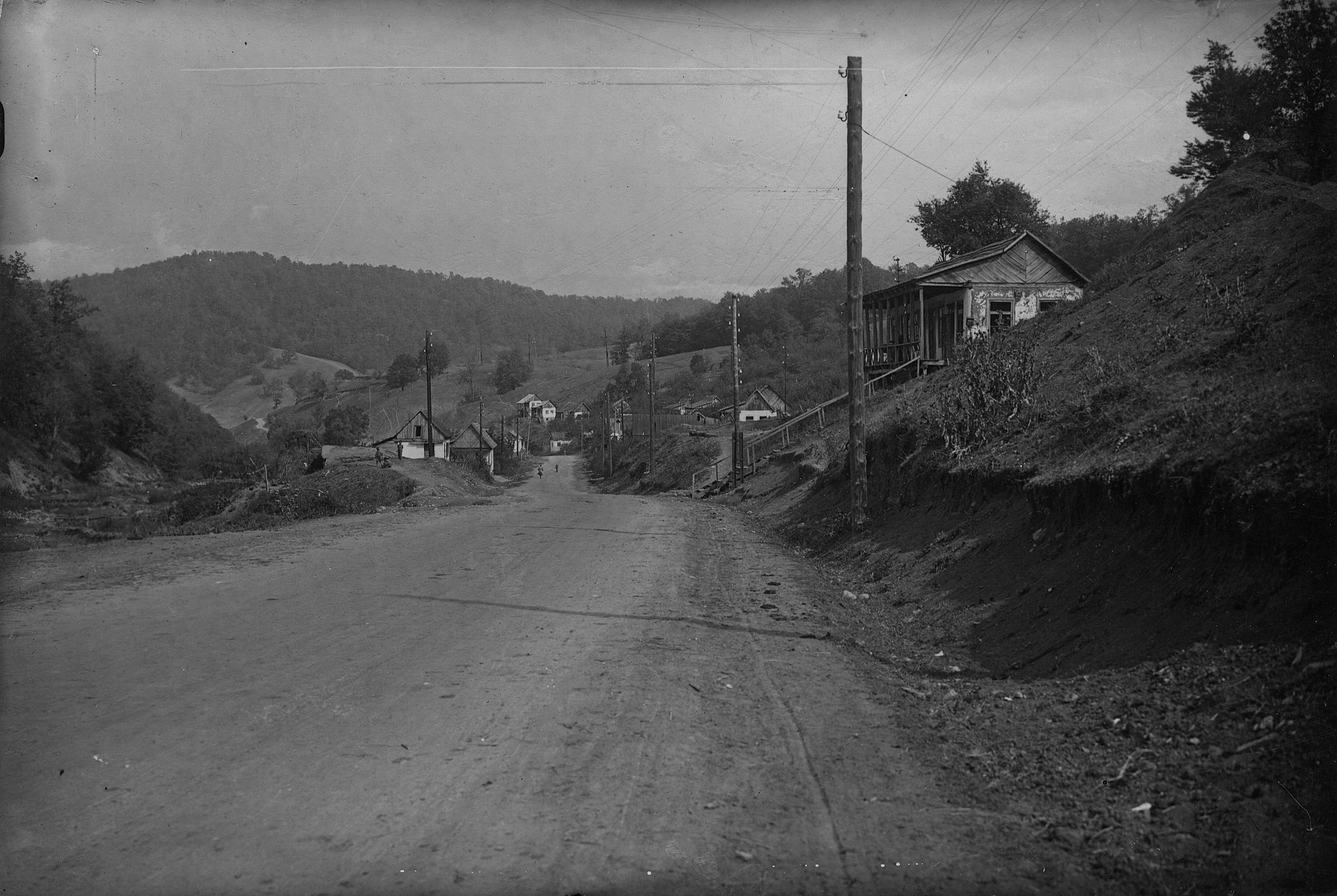
Улица Головино

## Население
По материалам сельско-хозяйственной переписи населения 1922 года по Армении, в Дилижане число армян составляло 3 746 человек, русских — 480, азербайджанцев (в источнике «тюрко-татар») — 5, всего — 4235 человек.
А в Дилижанском участке Дилижанского уезда число армян составляло 5930 человек, азербайджанцев (в источнике «тюрко-татар») — 1138, русских — 378, курды— 10, всего — 7456 человек.

## Климат
Климат умеренный. Дилижану, расположенному в среднегорной зоне, свойственно мягкое, умеренное тёплое лето, солнечная теплая зима, сухая и тёплая погода в течение всего года, и вместе с тем довольно частые дожди. Среднегодовая температура +8,3 °C. Средняя температура июля +18 °C, января — 0—2 °C. Сухость воздуха в особенности проявляется в зимние и весенние месяцы. Относительная влажность воздуха составляет 70 % (62—65 %), количество осадков — 637 мм (660 мм), суммарное количество солнечных периодов — 2091 час.

## Образование

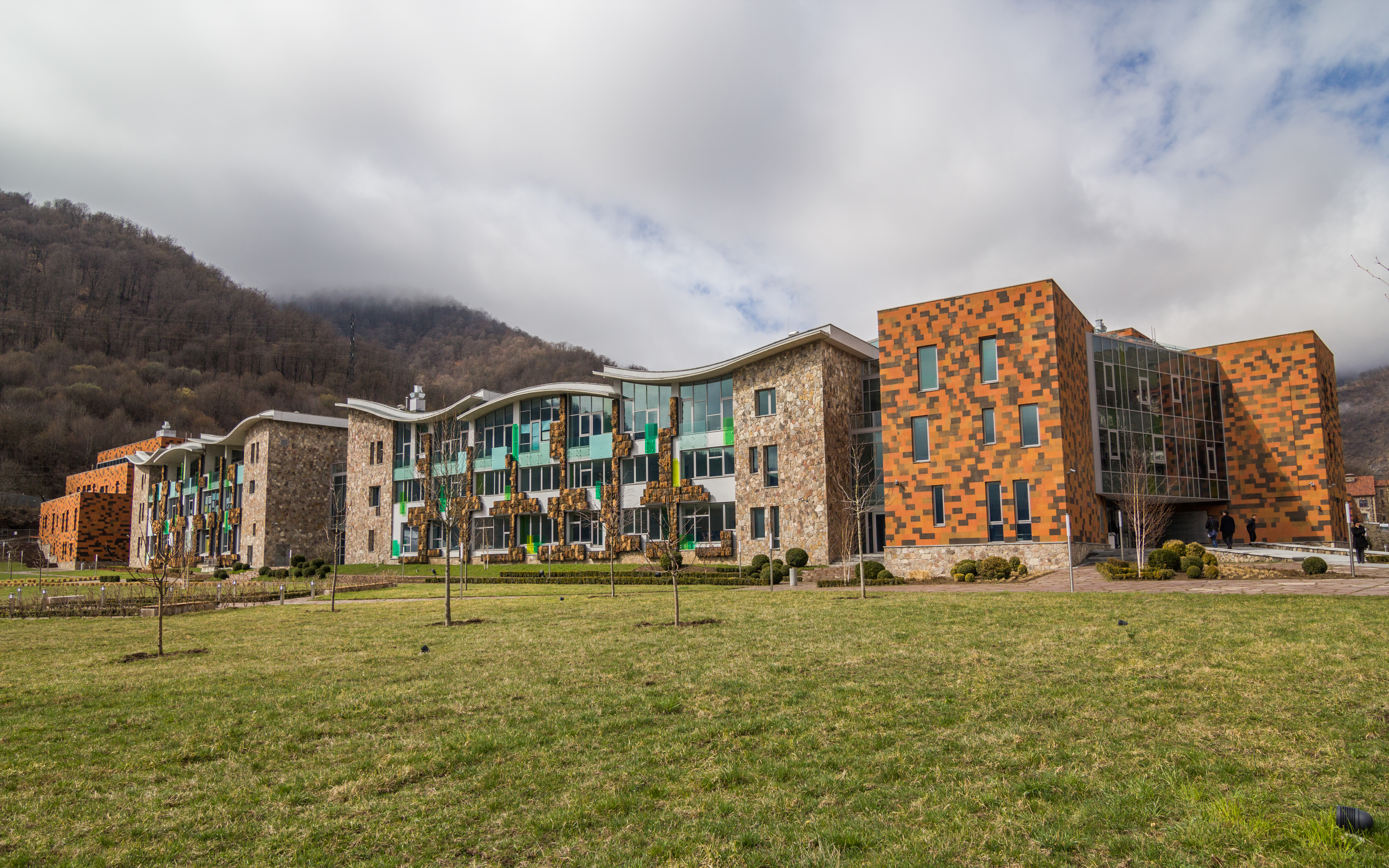
Международная школа UWC Dilijan

В Дилижане работают 5 общеобразовательных школ, в которых учится 2244 учеников, и одна спецшкола — для детей из социально необеспеченных семей. Детские сады посещают 350 детей. Функционируют 3 средних профессиональных учебных заведения: Дилижанский колледж при Министерстве образования и науки (207 учащихся, из которых 120 — в ремесленных отделениях), Дилижанский государственный медицинский колледж (164 учащихся) и Государственный колледж искусств с музыкальным уклоном (230 студентов), детская музыкальная (75 учеников) и художественная (72 ученика) школы.
В городе действуют также 2 филиала вузов — Ереванской государственной академии искусств и Ереванского университета управления и информационных технологий. В деле физического воспитания молодёжи важную роль играет спорткомплекс (детская и юношеская спортивная школа и спортивное поле на 2000 мест).
В 2014 году в городе открылась Международная школа Дилижана (Dilijan International School, DIS) — негосударственная некоммерческая международная школа-пансион совместного обучения, рассчитанная на 650 учащихся из более чем 50 стран.
Школа занимает более 88 га земли, частично расположенной в пределах Дилижанского национального парка. Стипендии и гранты дают возможность оплачивать обучение 70 % учеников. Реализация проекта подобного масштаба будет способствовать развитию малого и среднего бизнеса в Дилижане, созданию новых рабочих мест.
Обучение проводится на английском языке по программе IB Diploma (международный бакалавриат; 16+).

## Здравоохранение
Благодаря синтезу природно-оздоровительных физических компонентов (чистый воздух, минеральные лечебные источники) Дилижан является исключительным краем. Учитывая вышеупомянутые обстоятельства, в 1921 году в Дилижане был открыт первый в Армении противотуберкулезный диспансер (имени Р. Н. Гянджецяна), а спустя некоторое время — диспансер-госпиталь, которые действовали вплоть до 1980-х годов. Госпиталь специализировался на лечение туберкулеза легких, внелегочного туберкулеза, болезней желудочно-кишечного тракта, желчных протоков печени и желчного пузыря, заболеваний поджелудочной железы.
В настоящее время (2011 год) в городе действуют больница, оснащённая необходимой техникой и имеющая 96 больничных мест, поликлиника, детская консультация. С 1970-x годов действуют санатории «Горная Армения», «Дилижан» (имеющие 120 мест), республиканский противотуберкулезный санаторий, имеющий 120 мест, а также более 20 домов отдыха и пансионатов, принадлежащих различным ведомствам и частным лицам.

## Достопримечательности

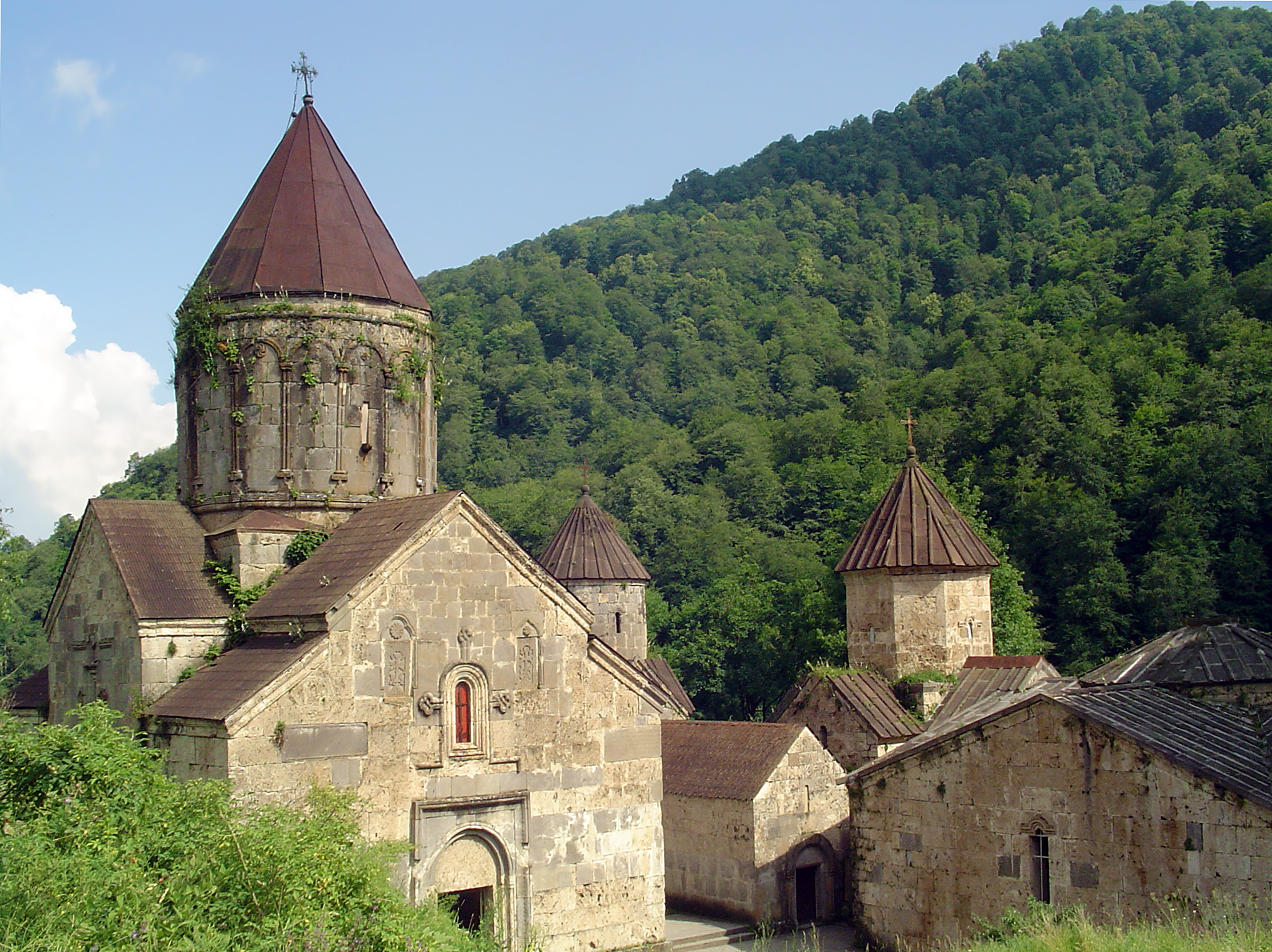
Монастырь Агарцин, XI—XIII века

В нескольких километрах от Дилижана в сторону Иджевана находится монастырский комплекс Агарцин. Также в 20 минутах езды от Дилижана, в селе Гош, находится другой древний монастырский комплекс — Гошаванк, названный в честь Мхитара Гоша. А в 15 км от города, в Дилижанском заповеднике находится живописное озеро Парз, что в переводе с армянского означает «чистый». В городе действует этнографический музей Дилижана.
В 2011 году в Дилижане был открыт Художественный музей, в котором широко представлены русская, украинская и армянская живопись XIX—XX вв. (Иван Айвазовский, Минас Аветисян, Татьяна Яблонская и  др.), западноевропейская живопись XVII—XIX вв. (Ж.-Б. Грёз, мастер круга Корреджо, фламандские мастера XVII в., Юбер Робер и др.) и графика, артефакты археологических культур, изучавшихся на территории Тавуша, этнографическое собрание.
В июле 2011 года в городе был открыт памятник героям фильма «Мимино» — Рубену Хачикяну, по сюжету жившему в Дилижане (Фрунзик Мкртчян), Валико Мизандари (Вахтанг Кикабидзе) и Ивану Волохову (Евгений Леонов).
В городе работают гостиницы «Дилижани Тун» (4*), «Дилижан Резорт», Restland Dilijan Hotel (4*), «Бест Вестерн Парадайс» (3*), «Агарцин» (3*), «Дилл Хилл» (3*), «Дилижанс» (2*), «Джьяк» (2*), «Касанова» (2*), «Мхитар Гош» (2*).

## Производство
В Дилижане действует Дилижанский Завод Минеральных Вод, который производит минеральную воду марки «Дилижан». Завод был основан в 1947 году.
В 2005 году в Дилижане был основан агропромышленный комплекс «ДИЛИ», производящий молочные продукты, соответствующим мировым стандартам качества. Помимо сыров и сливок, изготавливается топлёное масло.

## Спорт
В городе дислоцируется футбольный клуб «Импульс». Команда была основана в 1985 году, но в 1994 году отказалась от участия в чемпионате. В начале 2009 года была возрождена и в том же году завоевала золотые медали в Первой лиге, а также выход в Премьер-лигу. Руководством клуба таким образом планируется развивать спорт, и футбол в первую очередь, в городе и в регионе. Главным стадионом Дилижана является Городской стадион. Ещё один стадион, соответствующий мировым стандартам, действует на территории Дилижанской международной школы.
В 2023 году в городе была открыта детская футбольная академия «Импульс». За год число воспитанников академии превысило 200 человек.

## Города-побратимы
- Пятигорск, Россия
- Петанж, Люксембург
- Ноале, Италия
- Экс-ан-Прованс, Франция
- Удине, Италия
- Роман, Румыния[17]
- Делижан, Иран

## Галерея

Панорама

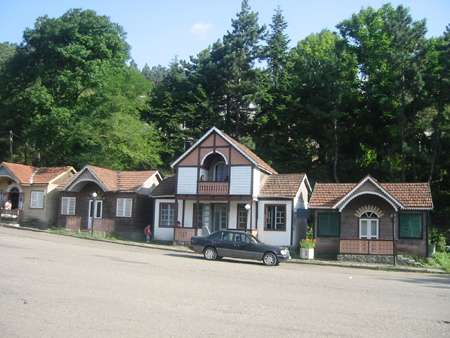
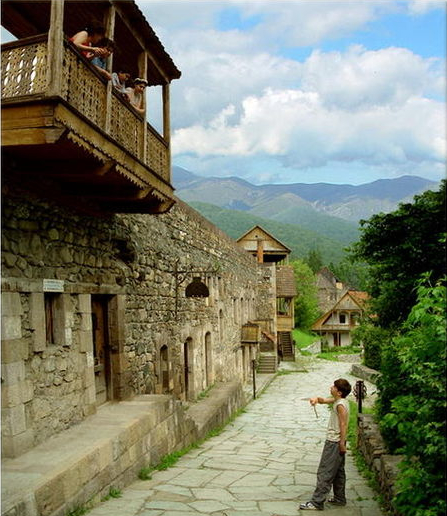
Одна из улочек города
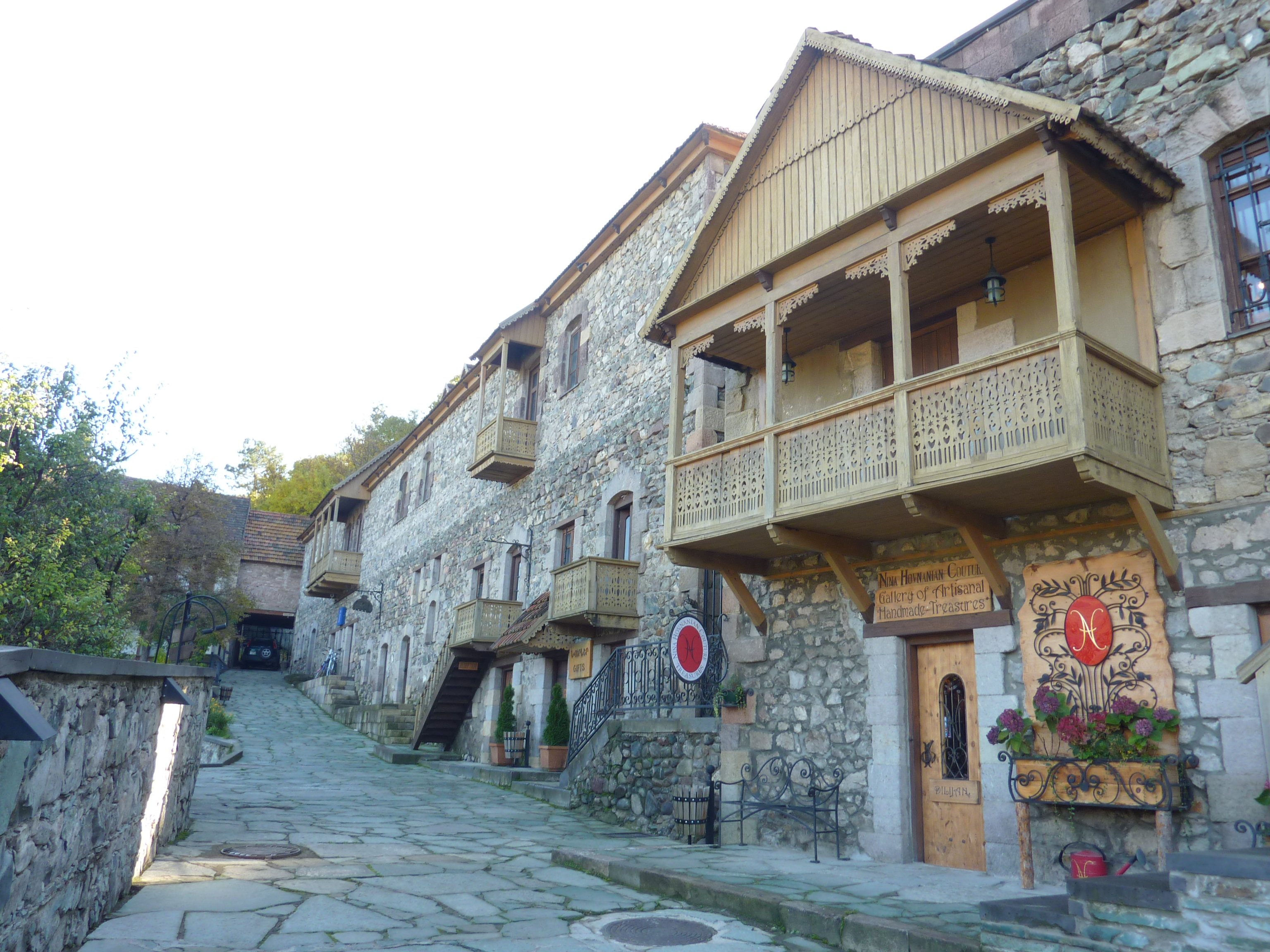
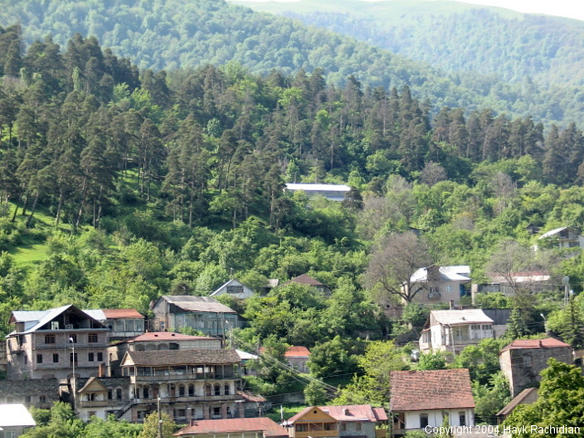
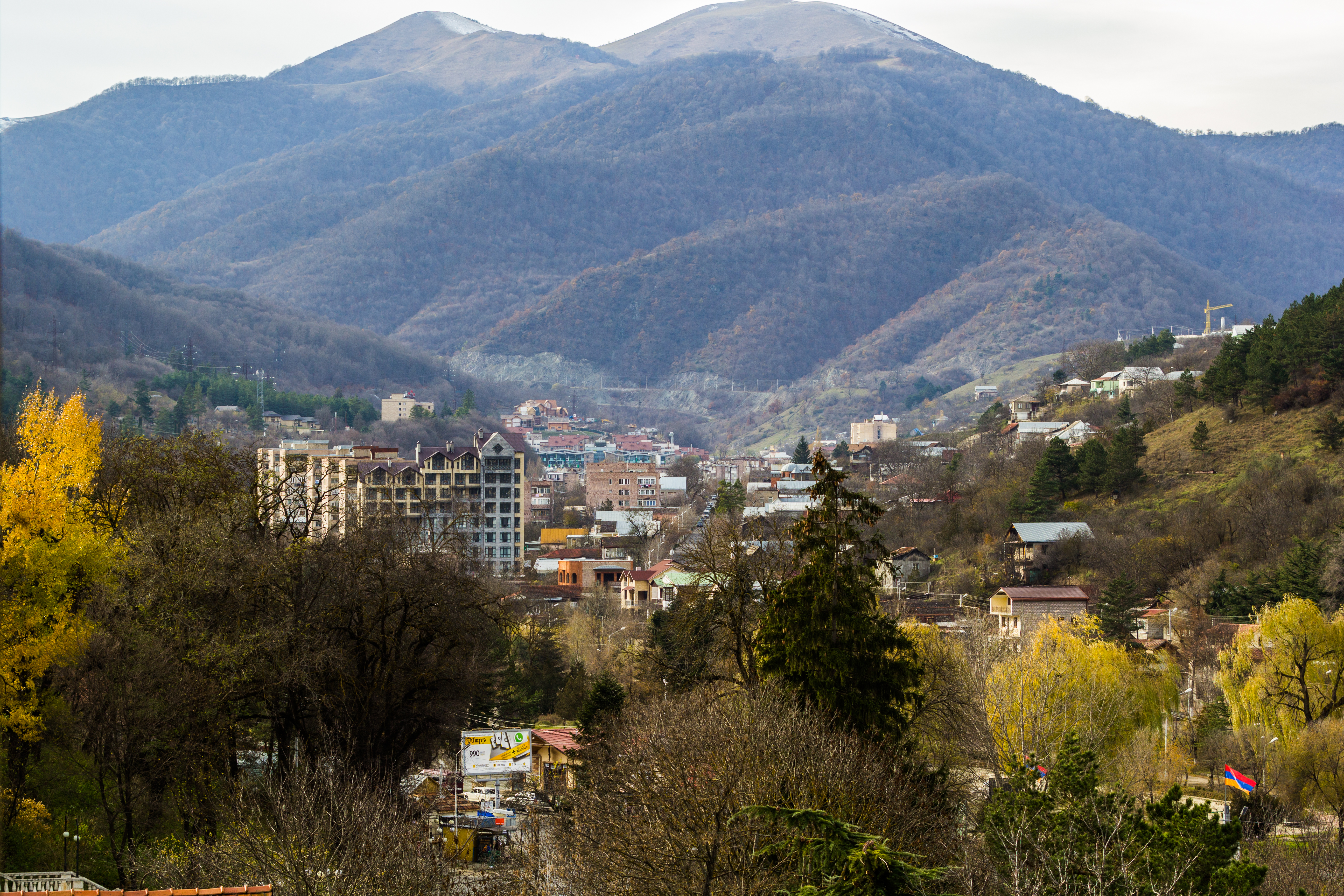

## Дилижан в литературе
Да, удивительно красиво. Кажется, что горы обняли и охраняют долину с любовью и нежностью живых существ. На высоте 1500 метров воздух необыкновенно прозрачен и как будто окрашен в голубой мягко сияющий тон. Мягкость — преобладающее впечатление долины. Глубокое русло её наполнено пышной зеленью садов, и дома как бы тихо плывут в зелёных волнах по направлению к озеру Гокче. Южное Закавказье ошеломляет разнообразием и богатством своих красот, эта долина — одна из красивейших в нём…
— Максим Горький «По Союзу Советов»

Он отшельник - частично, конечно. Горы уберегли его от путей современного транспорта, лес спрятял его; его каменные и деревянные дома стоят на склонах горы среди высоких сосен. Этот город полон тишины, он одновременно и город, и деревня, и дачный поселок.  Он наполнен покоем, он сохранил в себе то милое, что было в патриархальном немилом прошлом. Он не враждебен природе, горный лес доверчиво впустил его в себя; город и лес живут вместе.  Большинство домов в Дилижане выкрашено в светло-голубую краску, лес не страшится того, что эти дома построены из дерева; садовые деревья стоят рядом со своими лесными прирученными братьями. — Василий Гроссман «Добро вам!» (1967)